# Esbós (oli)

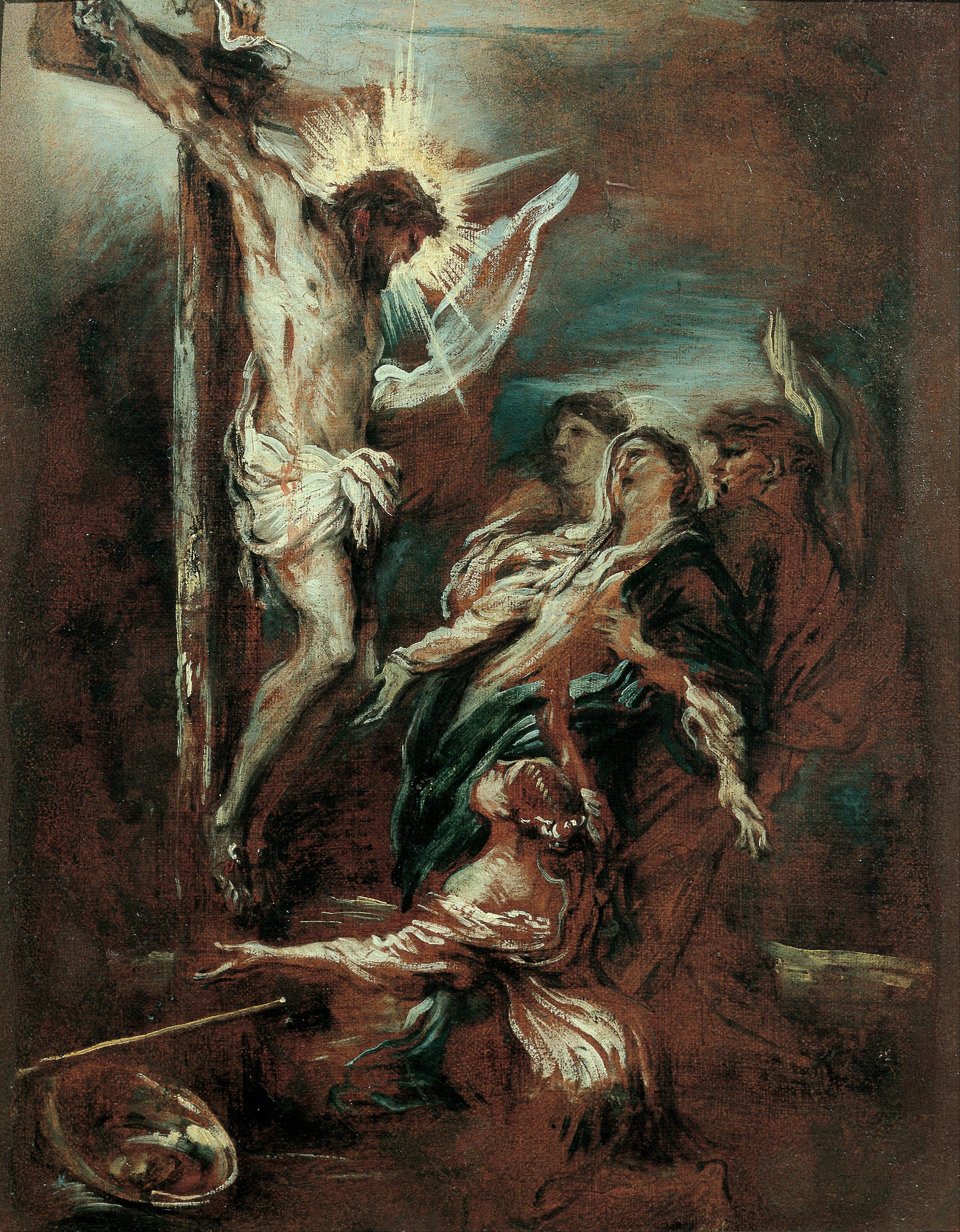
Crucifixió, un dels nombrosos esbossos a l'oli amb tècnica mixta de Grechetto.

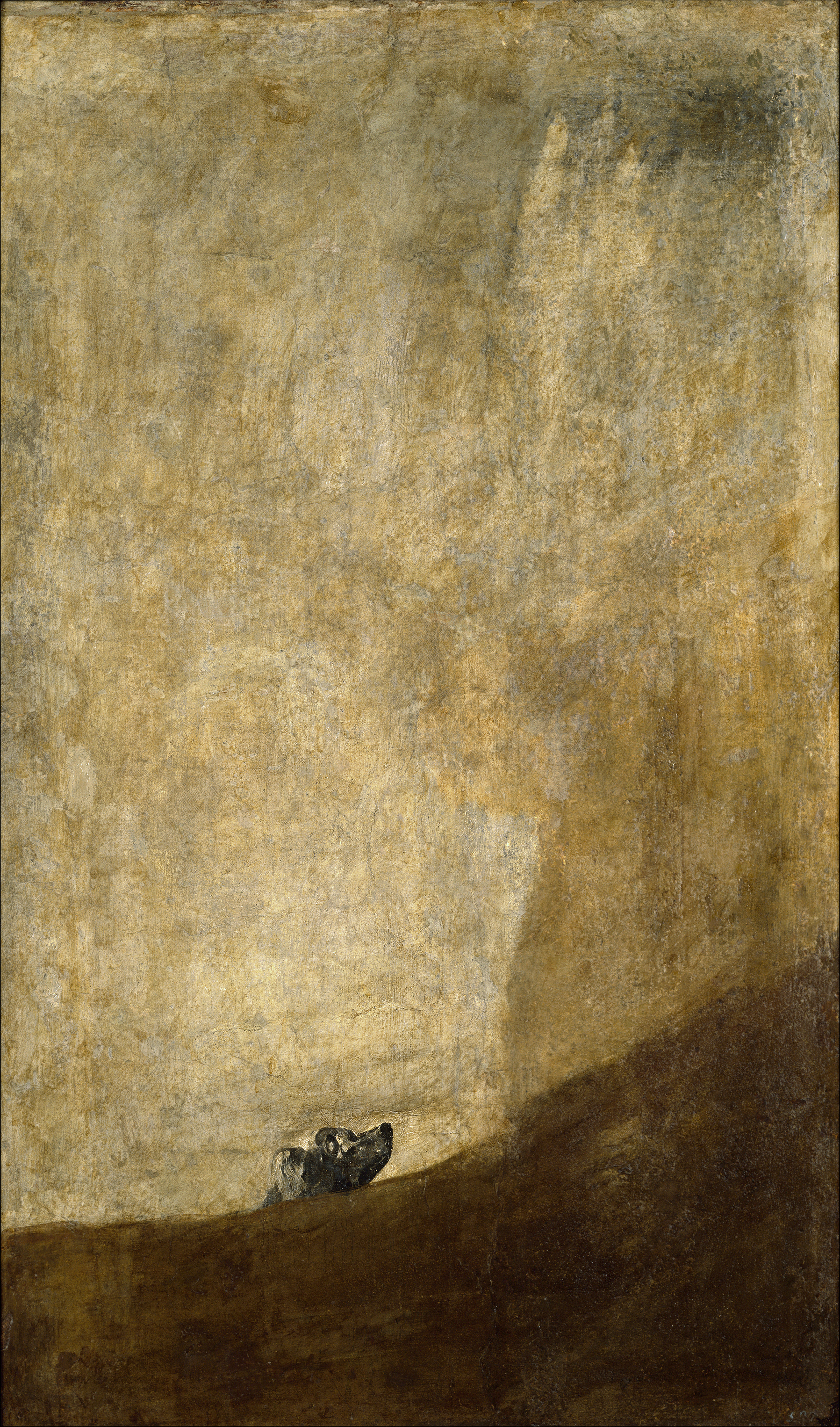
El Gos, oli mural passat a tela, una de les pintures negres de Goya. Realitzat per al seu propi habitatge i responent únicament als seus propis criteris estètics, és un cas extrem de l'aspecte "inacabat" que buscava l'autor.

Esbós a l'oli, anotació a l'oli o estudi a l'oli són denominacions de les obres pictòriques que, malgrat estar realitzades amb la tècnica de pintura a l'oli, estan concebudes com a anotacions, esbossos, croquis o estudis. Són, per tant, una obra no acabada, que pot o no ser el model (estudi preparatori o modello -plural modelli-) o cartró d'una obra definitiva, més ambiciosa o de major format. Inicialment aquests modelli es realitzaven per rebre l'aprovació definitiva del comitent, de la mateixa manera que un arquitecte o escultor presentava una maqueta; o com a dissenys per a altres artistes gràfics, com els gravadors ("gravat de mestre antic") i fabricants de tapissos (cartró per a tapís). A mesura que l'activitat dels pintors es va transformar (pintura de l'Edat Moderna, pintura de l'Edat Contemporània), les anotacions a l'oli van passar a ser obres independents, no concebudes com a models d'una altra, sinó per respondre més al gust i sensibilitat dels pintors que al dels seus clients, i permetre'ls expressar-se amb major llibertat, al no estar destinats al mercat d'art.

## Tècnica
És paradoxal que la tècnica de l'oli tingui la consideració de ser la que més temps concedeix al pintor, perquè permet constants retocs. La tècnica habitual per a les anotacions o esbossos és el dibuix, i una tècnica molt utilitzada per a la pintura ràpida és l'aquarel·la; però una anotació a l'oli, fins i tot encara que es faci amb una paleta limitada en el seu rang de colors, és molt més significatiu que un dibuix (tant monocrom com policromo) i fins i tot que una aquarel·la, per la seva capacitat molt superior d'obtenir mescles cromàtiques i textures, i suggereix millor com pot resultar l'obra projectada. També indica millor el flux i energia d'una composició. Fins i tot per a un pintor amb bona tècnica és difícil realitzar directament una anotació a l'oli, i és mostra d'una tècnica excepcional la "facilitat" (només aparent) amb què alguns grans mestres els han resolt, protagonitzant anècdotes famoses de la forma en què s'enfrontaven al llenç amb els colors, amb tanta rapidesa i eficàcia com podrien traçar les línies d'un dibuix sobre un paper (Tiziano, Rubens, Velázquez, Lucca Giordano, Tiepolo). En la seva rapidesa d'execució, l'anotació a l'oli pot servir no només per expressar moviment i efectes de llum i color, sinó que la seva naturalesa gestual pugues fins i tot representar un paral·lel mimètic de l'acció o personalitat del subjecte o tema representat, al que pot acomodar-se millor que una obra "acabada" amb criteris preciosistes (és famosa l'anècdota protagonitzada per Goya en demanar-li a Vicente López que deixés de retocar el seu retrat).

## Història
Entre els primers artistes dels quals es coneix que van produir anotacions, estudis o esbossos a l'oli (doncs han sobreviscut un cert nombre d'ells per a la mateixa composició) està Polidoro da Caravaggio, un deixeble de Rafael que no havia passat per l'aprenentatge tradicional de l'escola florentina, centrada en el dibuix. Els seus esbossos a l'oli sobre taula estan aparentment relacionats amb obres que més tard va realitzar amb major format. També al segle xvi Federico Barocci es va caracteritzar per l'ús de l'oli en esbossos.

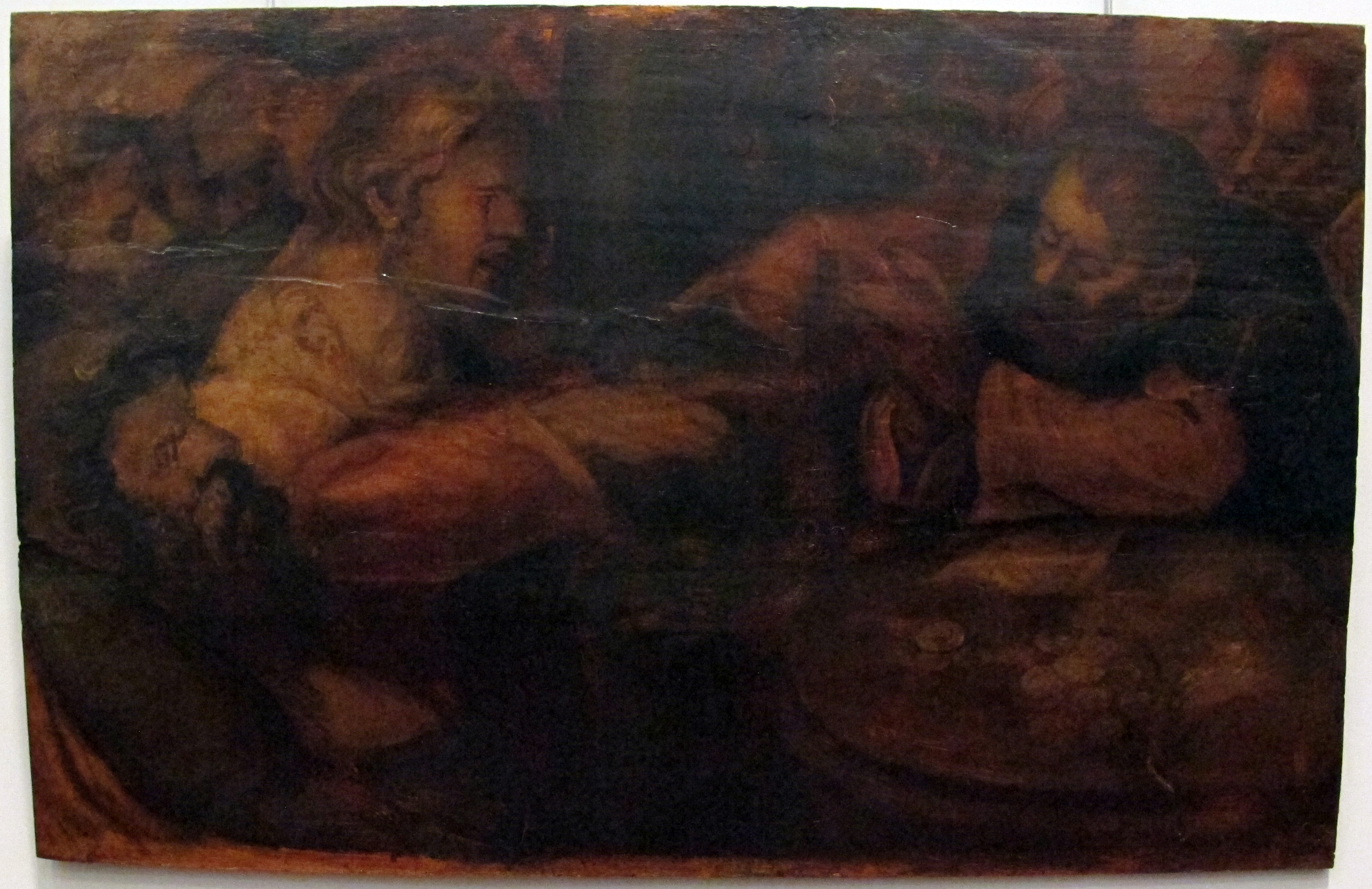
Esbós a l'oli de la vocació de Sant Mateu, de Polidoro dona Caravaggio.
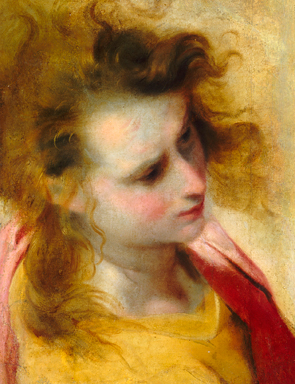
Estudi de cap per Sant Joan Evangelista, de Federico Barocci.

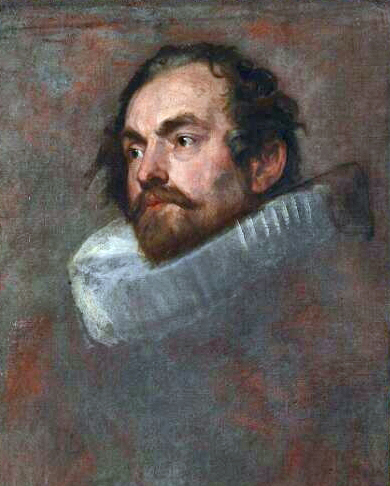
Magistrat de Brussel·les, de Van Dyck.

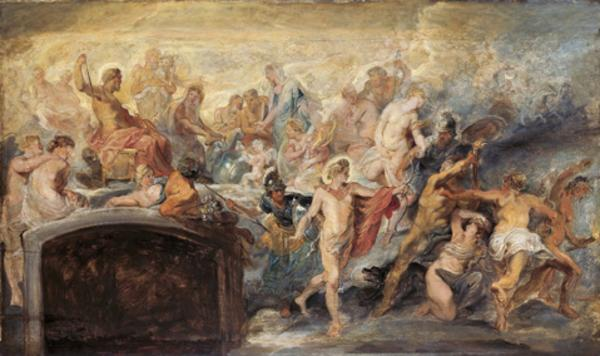
Consell dels déus, esbós per al cicle de María de Médicis, de Rubens, 1622.

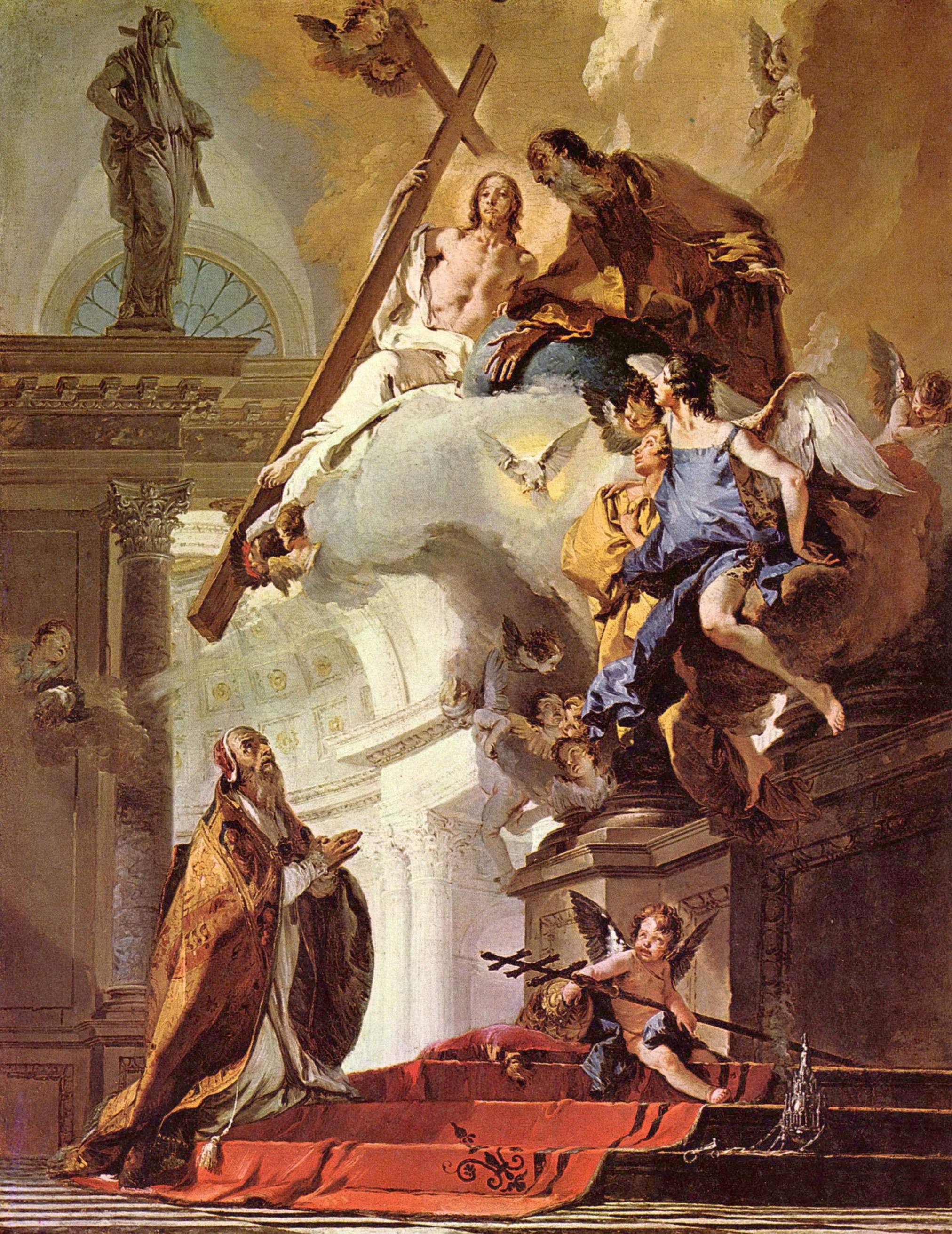
Estudi a l'oli de Tiepolo, de petites dimensions (69 × 55 cm), realitzat com modello per a una peça d'altar de cinc metres d'alt.

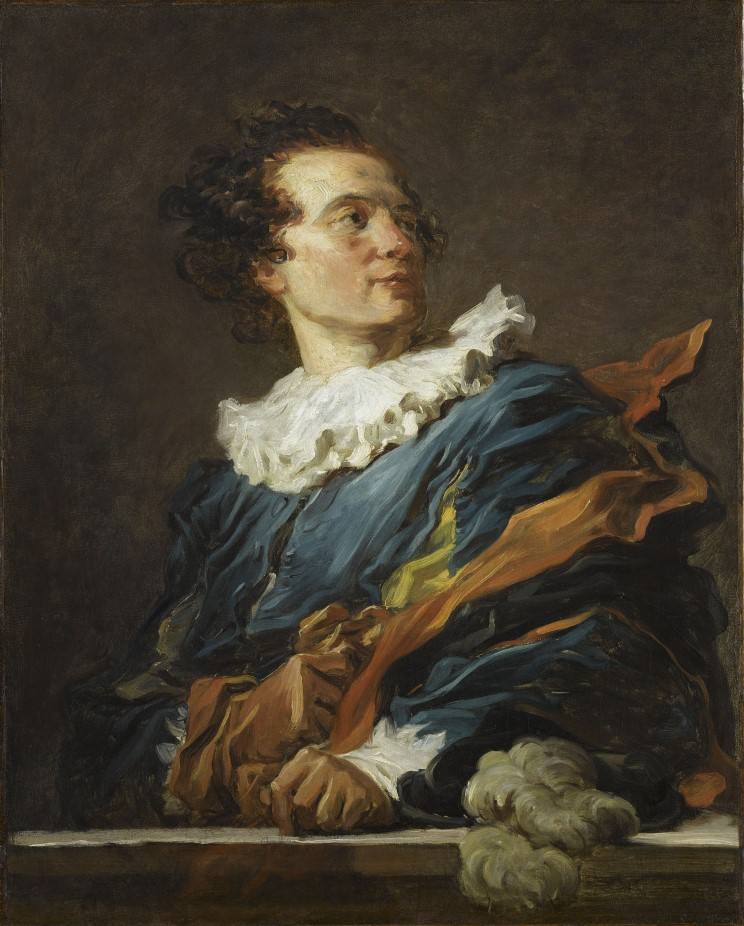
Una de les figures de fantasia de Fragonard.

### Barroc
Al començament del segle xvii l'anotació a l'oli va passar a ser d'ús generalitzat, amb una clara correspondència a les característiques de la pintura barroca. Rubens va fer gran ús d'ell com a estudis de treball i modelli per presentar als seus clients, deixebles, gravadors i fabricadors de tapissos. El grau d'"acabament" d'aquestes anotacions o estudis varia en relació amb l'objectiu al que estaven destinats. La pràctica de treball de Rubens va influir a la seva extensa escola, a la qual pertany Anton van Dyck, qui no solia usar esbossos a l'oli per als seus retrats (a excepció del Magistrat de Brussel·les), però sí que ho va fer per a la seva sèrie de gravats Iconographie, una sèrie de tapissos i algunes pintures religioses.
Potser el primer a produir anotacions a l'oli com a obres independents va ser el genovès Giovanni Benedetto Castiglione (Grechetto), un sorprenentment fecund generador de composicions sobre un rang relativament curt de matèries; que va entrar en contacte amb Rubens i Van Dyck durant la seva estada a Gènova. Va produir un gran nombre de petites obres, la major part sobre paper, amb tècniques mixtes que recullen gairebé totes les permutacions possibles: dibuixos o gouaches acabats a l'oli, olis amb detalls a tinta, etc. Restringia l'acabament amb detall a uns pocs punts clau, deixant esbossada la major part de la composició amb pinzellades impressionistes. En la seva època ja s'havia desenvolupat un bon mercat per a col·leccionistes d'estudis a l'oli i de dibuixos, que apreciaven la seva energia i llibertat. Els estudis de Castiglione fins a cert punt comprometen aquesta apreciació, semblen més "inacabats" del que en realitat estan; un concepte de gran desenvolupament posterior.
Al segle xviii, el venecià Giovanni Battista Tiepolo va ser un sistemàtic productor de petits esbossos a l'oli en llenç per modelli, amb un alt grau d'acabat i una impressionant tècnica, capaç de reduir el format d'un gran retaule de diversos metres a uns pocs centímetres. En la mateixa època Jean-Honoré Fragonard va produir un seguit de retrats de subjectes imaginaris de mig cos (Figures de fantaisie) amb gran virtuosisme, sent fama que havia acabat cadascun d'ells en una hora.

John Constable, 1827, 22 × 31 cm

### Intents de definició: "esquisse" o "sketch", "estudi" i "esbós"
Al segle xix se solia utilitzar l'expressió oil studies ("estudis a l'oli") tant per a treballs preparatoris com per a obres acabades. La popularitat del que pràcticament s'havia convertit en un gènere pictòric va engendrar la necessitat de formular distincions, la qual cosa no va resoldre la polisèmia i mala interpretació entre totes elles: el esquisse o oil sketch tendia a ser imaginatiu i fruit de la inspiració, de vegades originat per la literatura i l'art; the etude ("estudi" en francès) tendia a representar una observació de la naturalesa, pintada del natural (anotació del natural, plen air). En la pintura acadèmica s'utilitzava la forma croquis, un petit i gestual estudi de composició, i el ébauche ("esbós, en francès), un estadi dinàmic, no definitiu, en el procés de treball del pintor, entès com un pas conduent a una major elaboració (el llenç a gran escala).

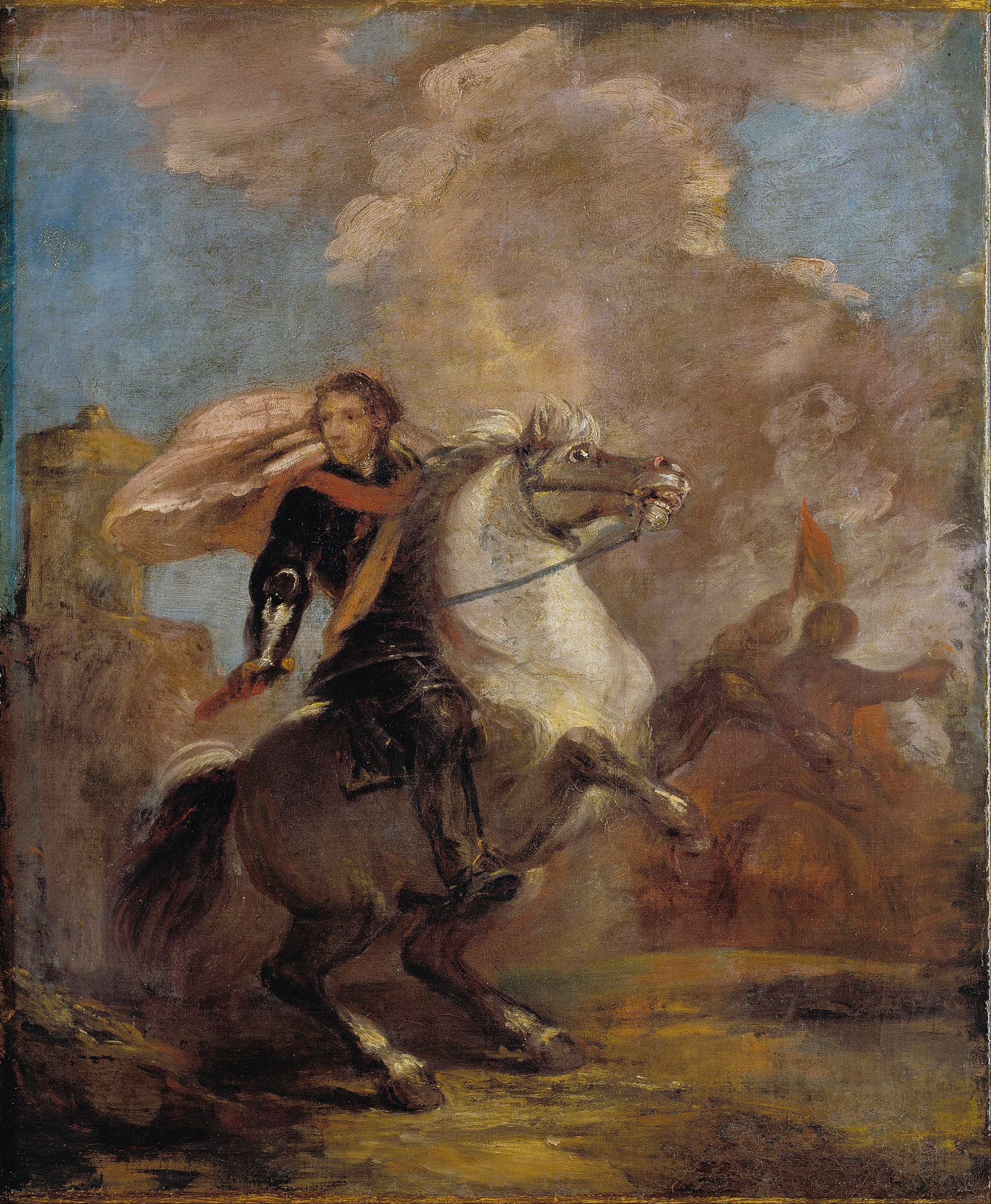
Oficial a cavall, esbós de Reynolds.
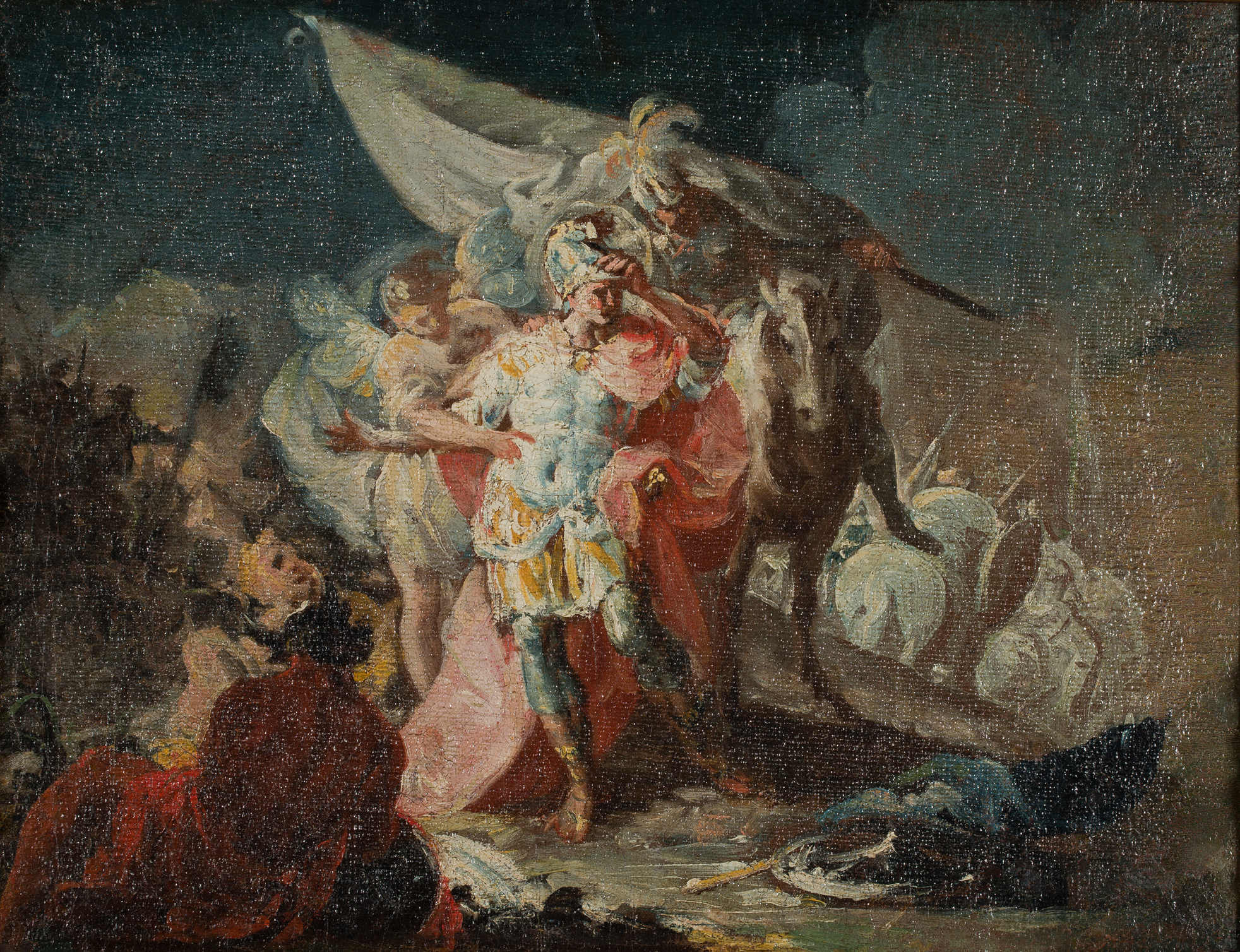
Esbós de Goya per Aníbal vencedor contempla per primera vegada Itàlia des dels Alps.
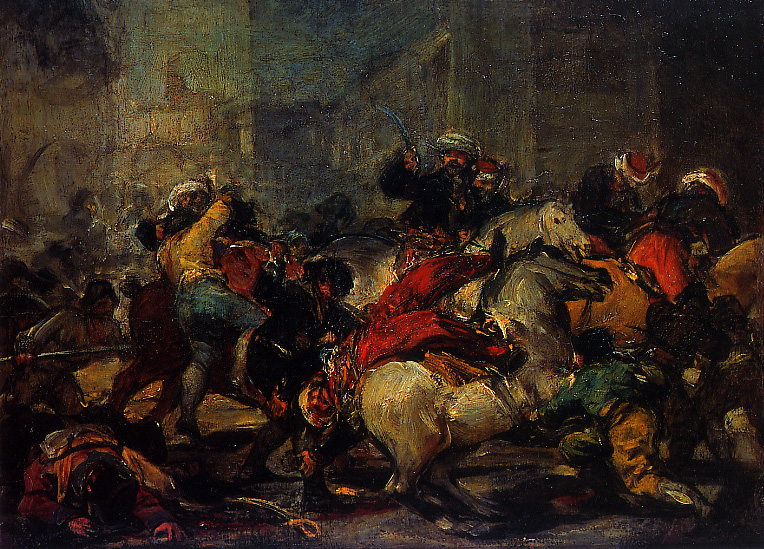
Esbós de Goya per a la càrrega dels mamelucos.

### Pintura contemporània

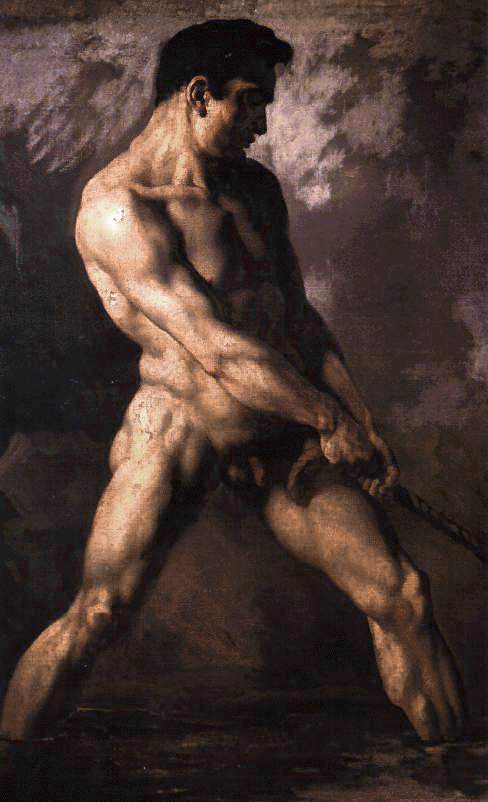
Anotació a l'oli d'un nu masculí, de Géricault.

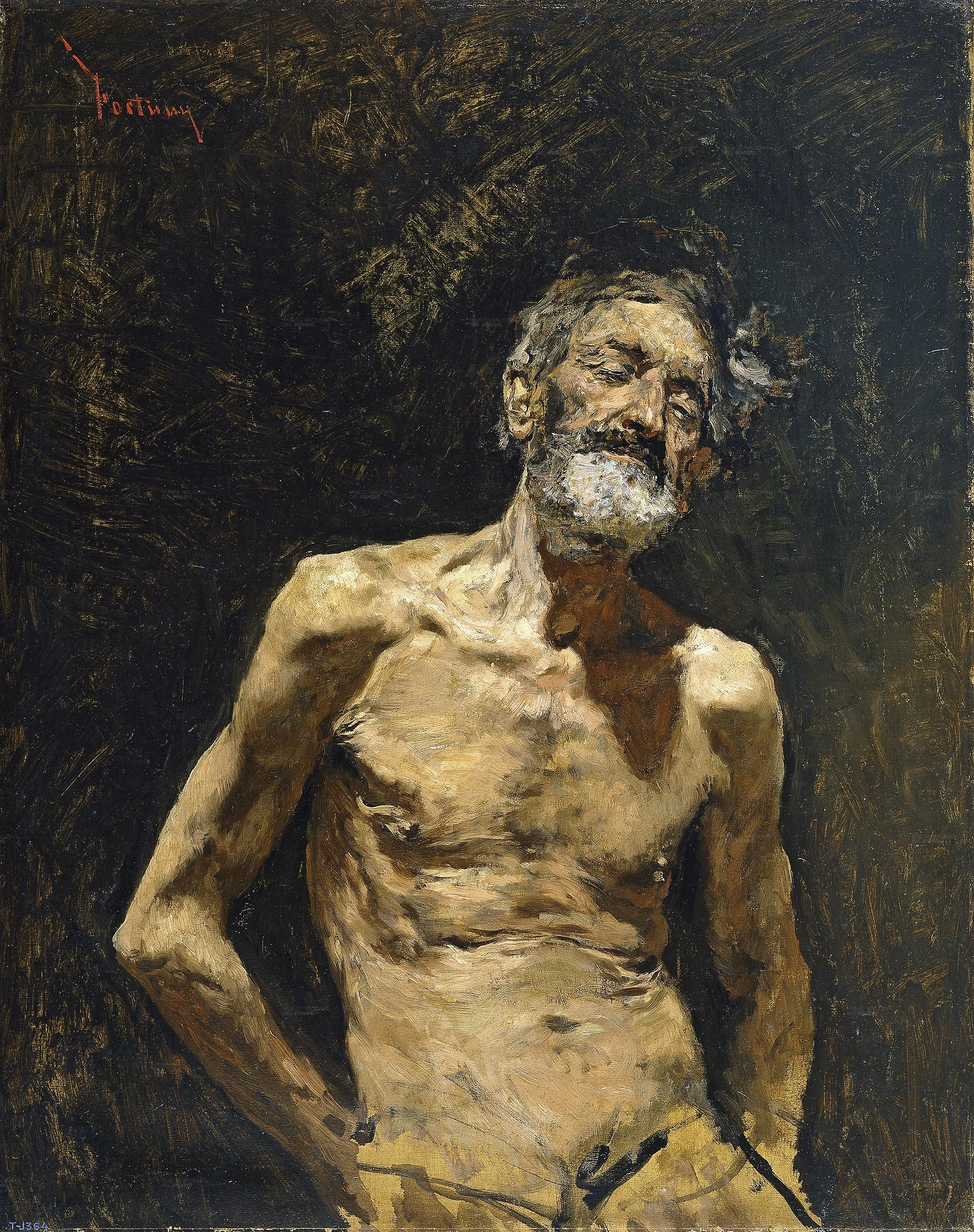
Vell nu al sol; "com és habitual en les pintures de Fortuny, mostra diferents graus d'acabat en la seva superfície. La part inferior, està tan sols esbossada mentre que el cap del model, en la part superior, mostra un treball més profund".

John Constable va fer un ús extens d'anotacions a l'oli per als seus paisatges, tots dos d'escala íntima, usualment en un quadern d'anotacions (sketchbook), i uns altres de major format per als seus quadres denominats six-footers ("de sis peus"), que usava per refinar les seves composicions.

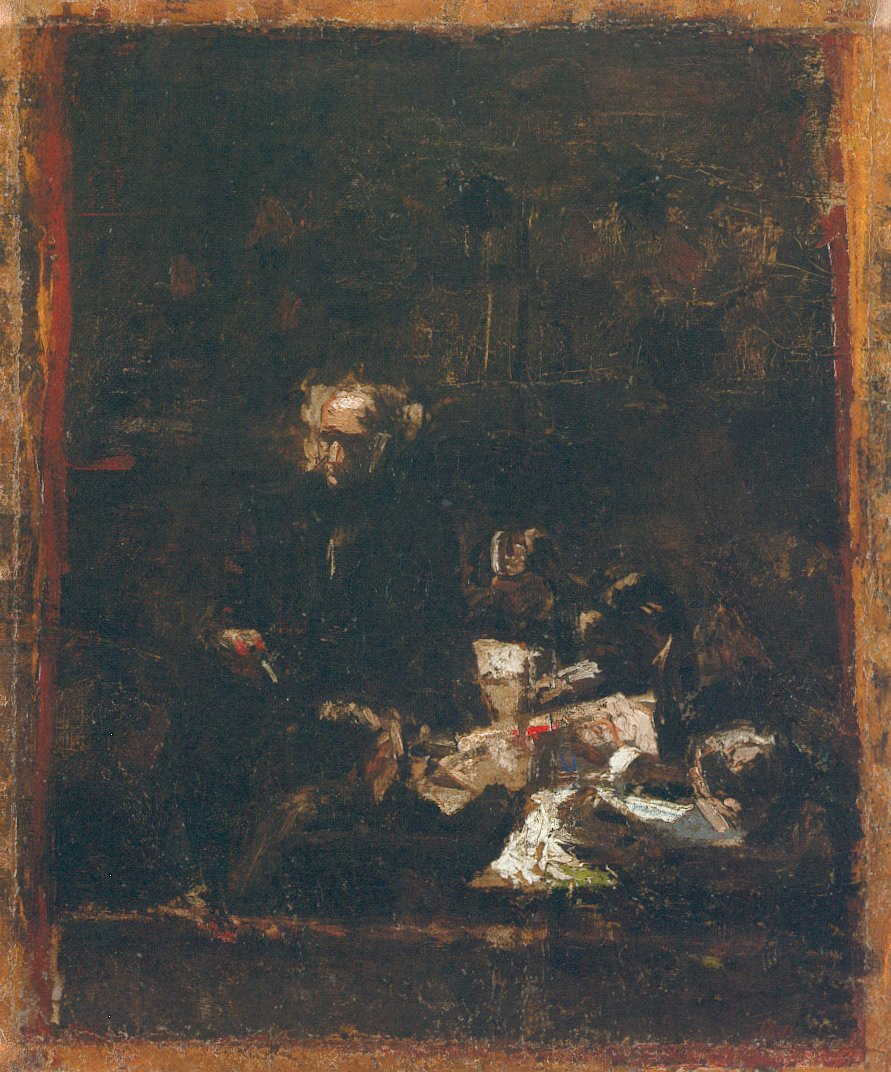
Thomas Eakins, anotació a l'oli per a la clínica Gross.

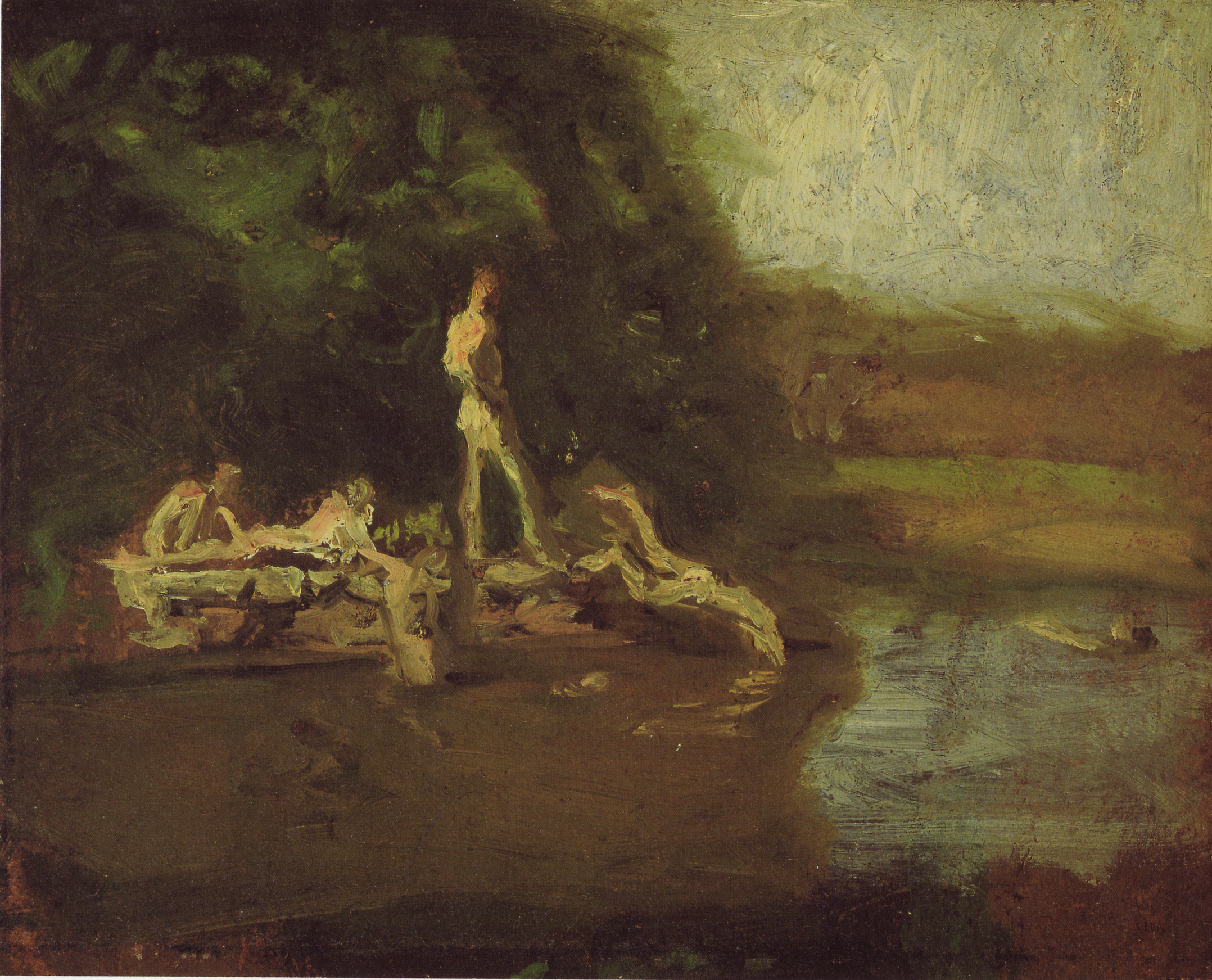
Thomas Eakins, 1884 Swimming Hole sketch.

Delacroix, Géricault, Manet i Degas també es van caracteritzar per usar la tècnica. Alguns esbossos a l'oli de Degas són en essence una tècnica en la qual l'oli s'ha retirat gairebé totalment del pigment, amb el que l'artista pinta virtualment amb pintura pura. Seurat va fer molts acurats esbossos a l'oli per a les seves obres majors.
Amb l'explosió de l'Impressionisme, el Modernisme i les Avantguardes, la pràctica d'anotacions, esbossos i estudis preparatoris va tendir a declinar. La major part dels pintors van abandonar els acabats detallats en favor d'una aproximació més espontània i malerisch ("pictorial"), reduint la distinció entre una anotació detallada i una pintura acabada; el que fa al públic actual no apreciar cap diferència quant a la "perfecció" entre una anotació de Rubens o Tiépolo i les obres de Francis Bacon, que de fet va cridar studies ("estudis") a moltes de les seves més importants obres de gran format (Three Studies for Figures at the Base of a Crucifixion o Study after Velázquez's Portrait of Pope Innocent X).

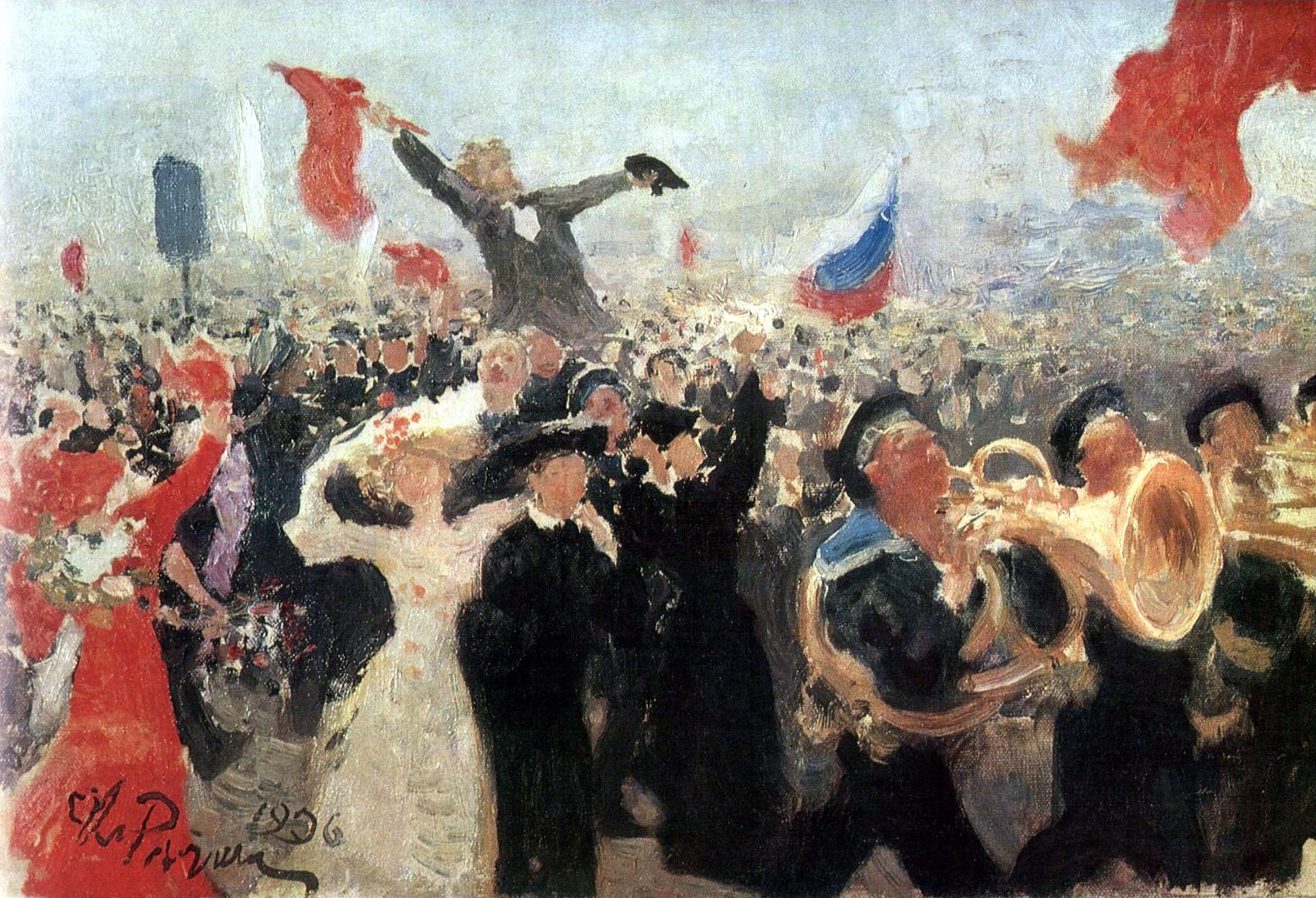
Esbós a l'oli per a Manifestació del 17 d'octubre de 1905, de Ilya Repin, 1906.